# José Luis Uribezubia Velar
José Luis Uribezubia Velar  (Berriz, 21 d'agost de 1945) és un ciclista basc, ja retirat, que fou professional entre 1967 i 1976. El seu principal èxit esportiu fou una victòria d'etapa a la Volta a Espanya de 1974.
El seu germà Juan María també fou ciclista professional.

## Palmarès
- 1967
  - 1r a la Volta a Aragó
  - 1r a la Clásica de los Puertos
  - 1r als Tres días de Leganés
- 1973
  - 1r a la Ruta de los Castillos
  - Vencedor d'una etapa de la Volta a Segòvia
- 1974
  - 1r a la Clàssica als Ports
  - 1r al G.P.Cuprosan
  - Vencedor d'una etapa de la Volta a Espanya
  - Vencedor d'una etapa de la Volta a Segòvia
- 1975
  - 1r al Gran Premi de Llodio
  - 1r al G.P.Cuprosan
- 1976
  - 1r a la Vuelta a los Valles Mineros i vencedor d'una etapa

### Resultats a la Volta a Espanya
- 1967. 37è de la classificació general
- 1968. 29è de la classificació general
- 1971. 27è de la classificació general
- 1972. 16è de la classificació general
- 1973. 18è de la classificació general
- 1974. 8è de la classificació general. Vencedor d'una etapa
- 1975. Abandona

### Resultats al Tour de França
- 1970. Abandona (6a etapa)
- 1971. 49è de la classificació general
- 1976. 86è de la classificació general

### Resultats al Giro d'Itàlia
- 1971. 29è de la classificació general
- 1973. 64è de la classificació general
- 1974. 14è de la classificació general